# Пугачівка (Жашківська міська громада)
Пугачі́вка  — село в Україні, у Жашківській міській громаді Уманського району Черкаської області. Розташоване за 15 км на південний захід від міста Жашків, за 8 км від зупинного пункту Кривчунка та за 12 км від автошляху М05. Населення становить 1 132 особи (станом на 2009 р.).

## Історія
Село відоме з першої половини 18 століття. Засноване за поміщика Пугача, тому і має назву за його прізвищем. Пізніше селом управляли інші поміщики.

### Перші роки радянської окупації
Після Жовтневого перевороту влада належала комнезамам, до якого входили: М. Рахуба, Л. Ніколаєв, І. Шеремета, Ю. Бойко, І. Сопінський.
У 1925 році утворено бурякове товариство, яке існувало до 1929 року. У 1929 році на землях, якими володів поміщик Яневський, був заснований радгосп «Пугачівка». А на землях якими володів поміщик Міщінський організовано колгосп «Комінтерн». Першим директором радгоспу був Синблевський Іван. Тяглова сила радгоспу складалася з трьох коней, кінного плуга і двох борін. Перший трактор і одну вантажну машину одержали у 1929 році, в кінці року надійшло ще 2 трактори. Першим трактористом був М. Кашперський. Вже у 1933 році на радгоспних полях працювало 9 тракторів. У 1933 році утворено політвідділ, який очолив І. Шрам.
Село постраждало внаслідок геноциду українського народу, проведеного окупаційним урядом СССР 1932—1933 та 1946–1947 роках.

### Радянсько-німецька війна
251 мешканець села брав участь у боях радянсько-німецької війни, 146 з них загинули, 196 нагороджені орденами й медалями. 167 односельців були насильно вивезені на роботи до Німеччини, троє з них загинуло в застінках гестапо. 14 січня 1944 року село було відвойоване у нацистів. У Пугачівці встановлено пам'ятник тим, хто загинув за відвоювання села від та пам'ятник на честь перших трактористів.

### Післявоєнні роки
Відразу після війни в приміщенні сільської ради була заснована бібліотека села. Бібліотека налічувала невелику кількість літератури, яку закупила сільська рада аж до централізації бібліотек 1978 року. Вже тоді почала надходити література за галузями, адже радгосп спеціалізувався на тваринництві. Книжковий фонд становив понад 6 тисяч книг. Передплачувались різні журнали, газети. Були створені два пересувні книжкові пункти на фермах. Завідувала нею Коваль Устина Романівна аж до 1990 року.
У 1950 році колгосп «Комінтерн» і радгосп «Пугачівка» об'єднались у радгосп «Пугачівка», за яким було закріплено 3318 га сільськогосподарських угідь, в тому числі 3085 га орної землі. В господарстві вирощували зернові і технічні культури, було розвинуте м'ясо-молочне тваринництво. Допоміжною галуззю було овочівництво. Працювали млин, пилорама, столярно-теслярська майстерня. Понад 30 років колгосп очолював Снігур Яків Павлович. Більше 50 трудівників радгоспу нагороджено орденами і медалями за трудові успіхи.

## Сучасність
У селі є лікарська амбулаторія, будинок культури, адміністративний будинок, футбольне поле, працюють відділення зв'язку, магазин, школа, дитсадок. Кількість дворів — 591. 

## Галерея

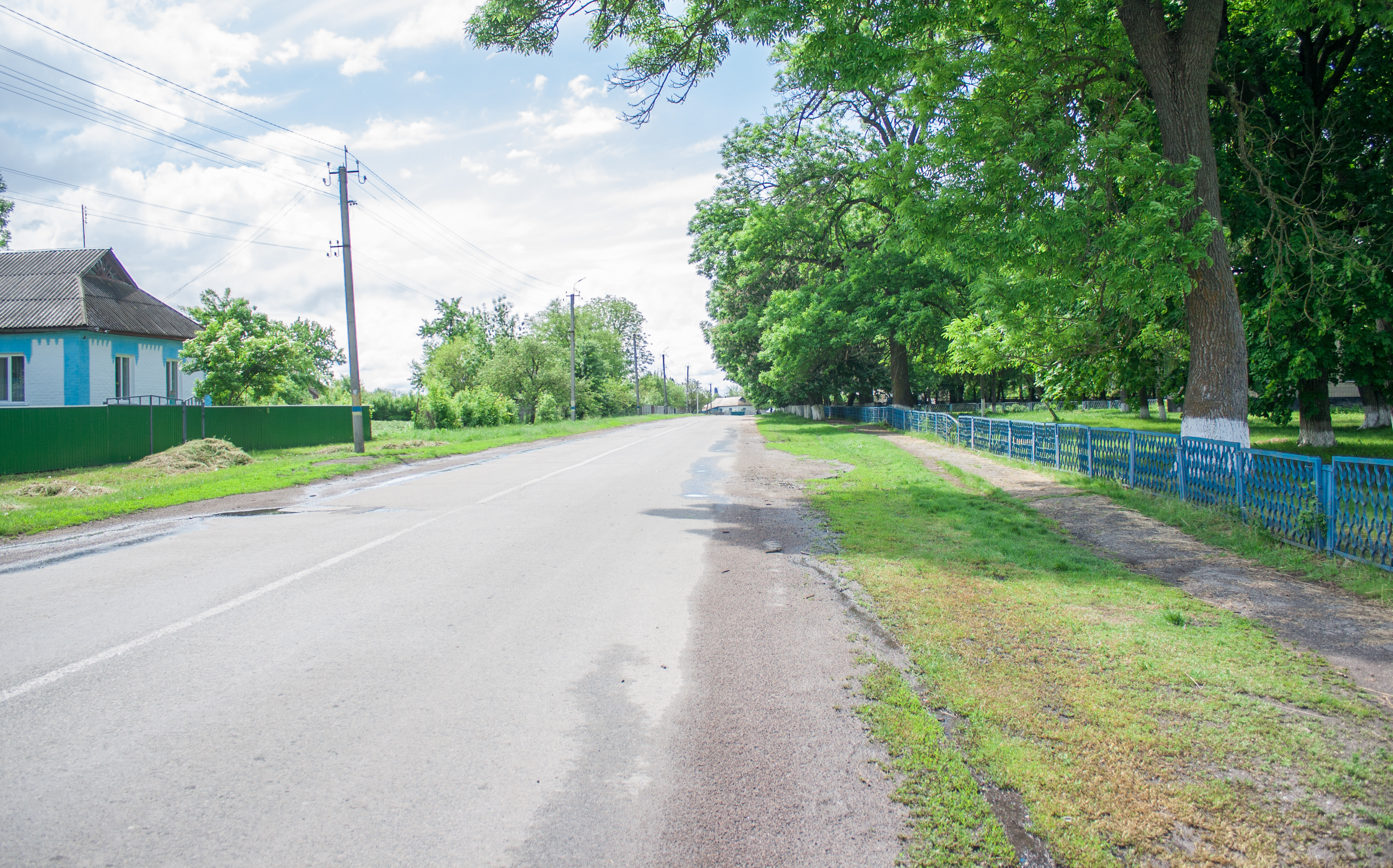
Вулиця Центральна
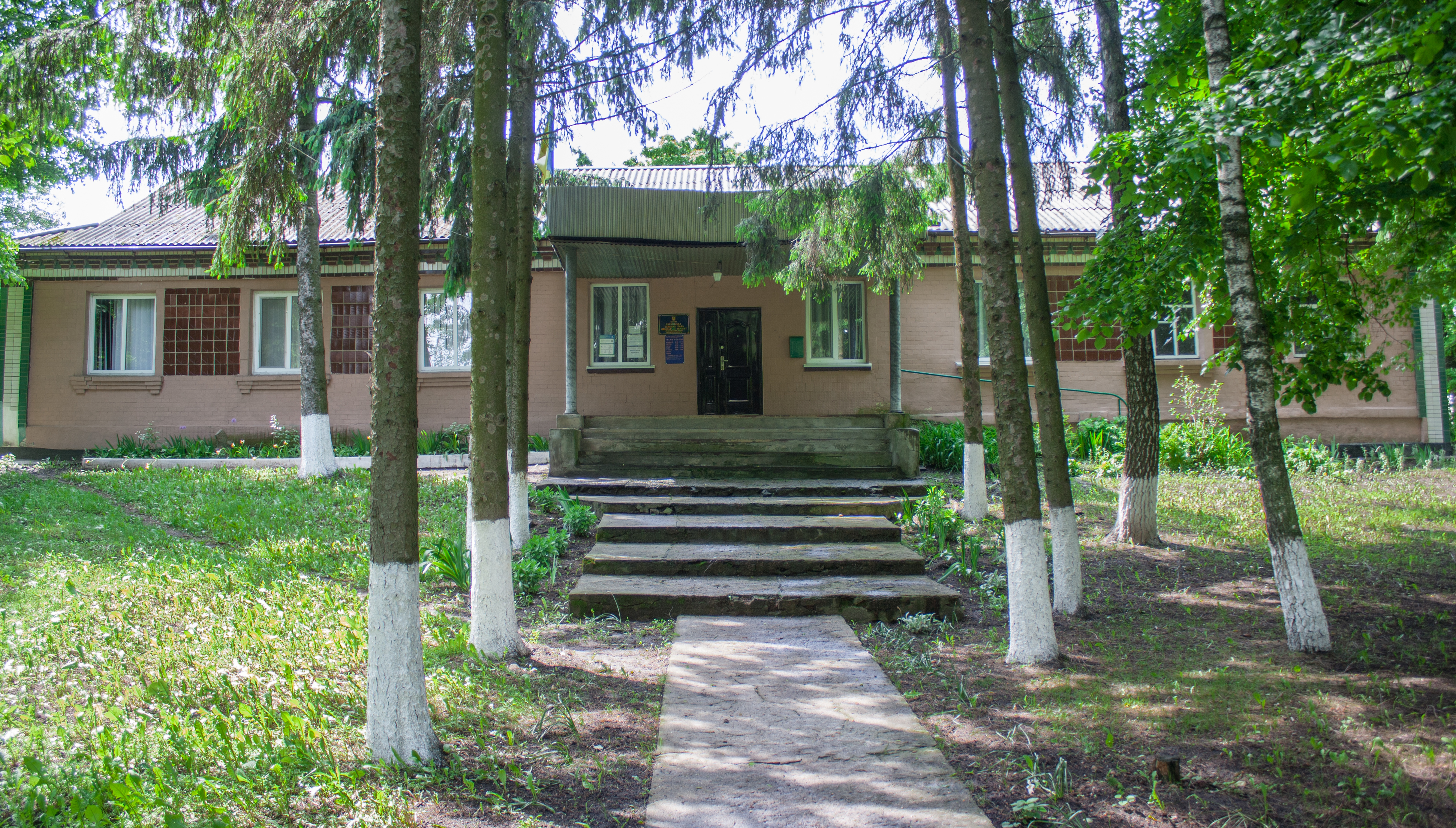
Сільська рада
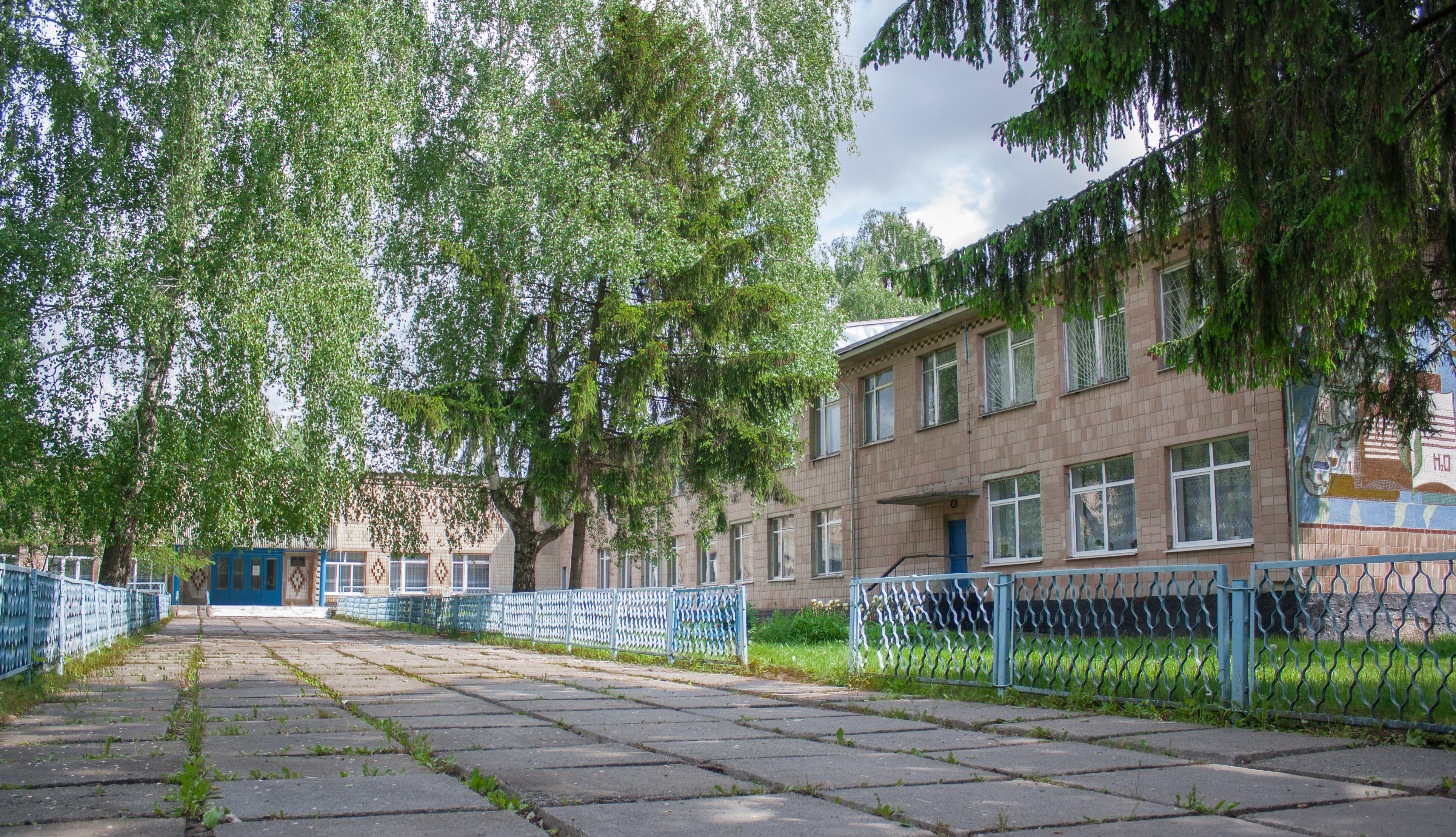
Школа
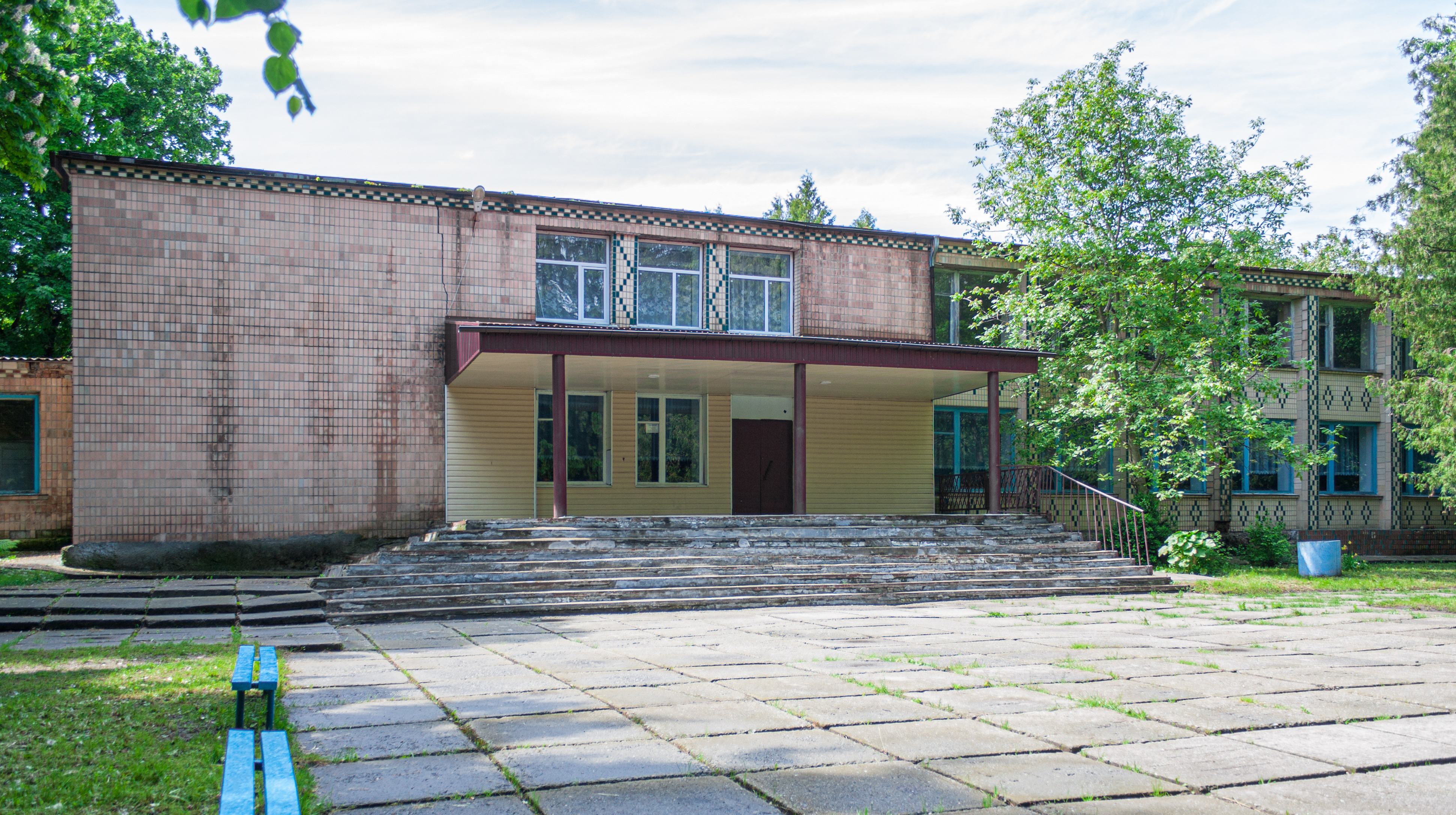
Будинок культури
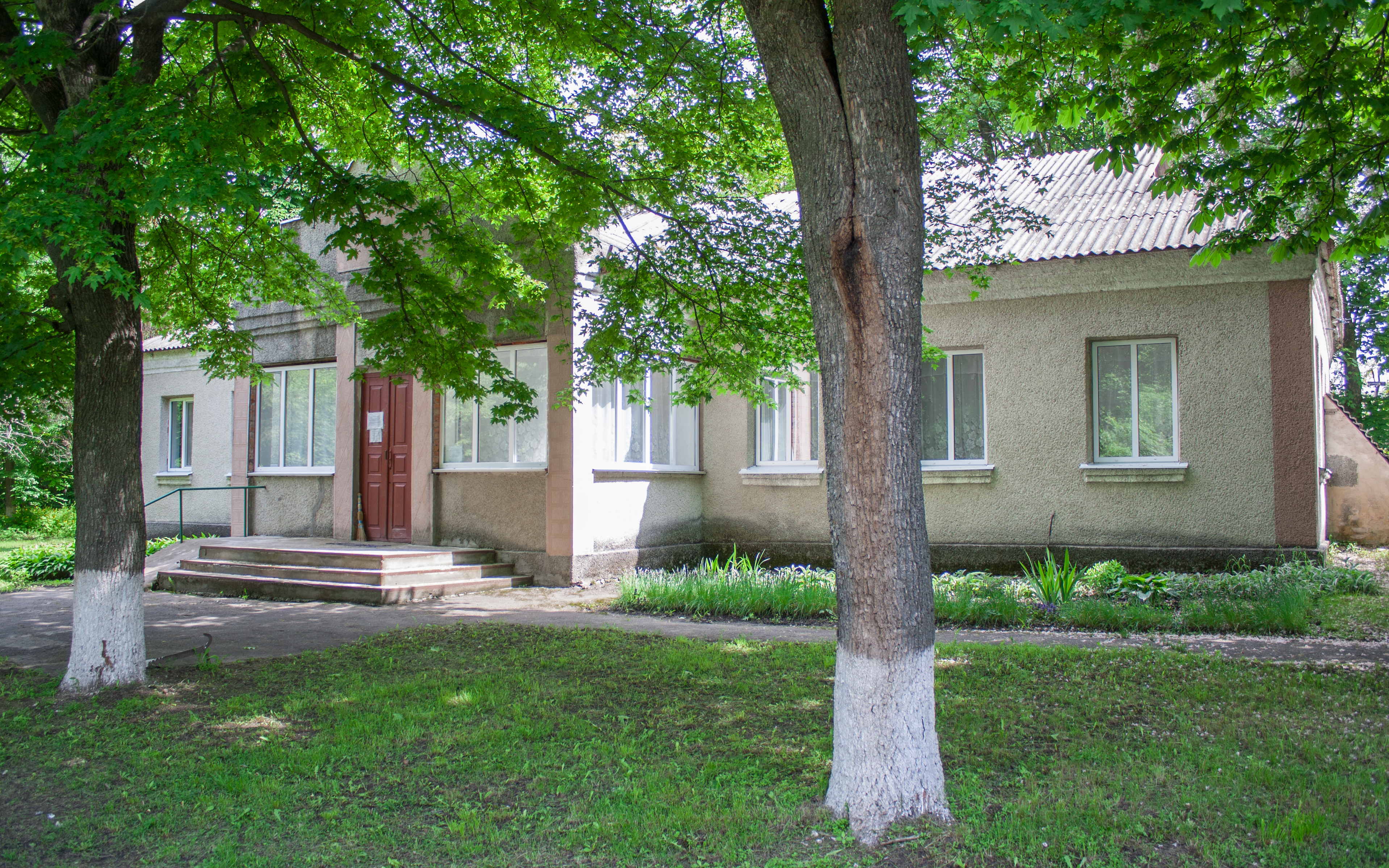
Амбулаторія
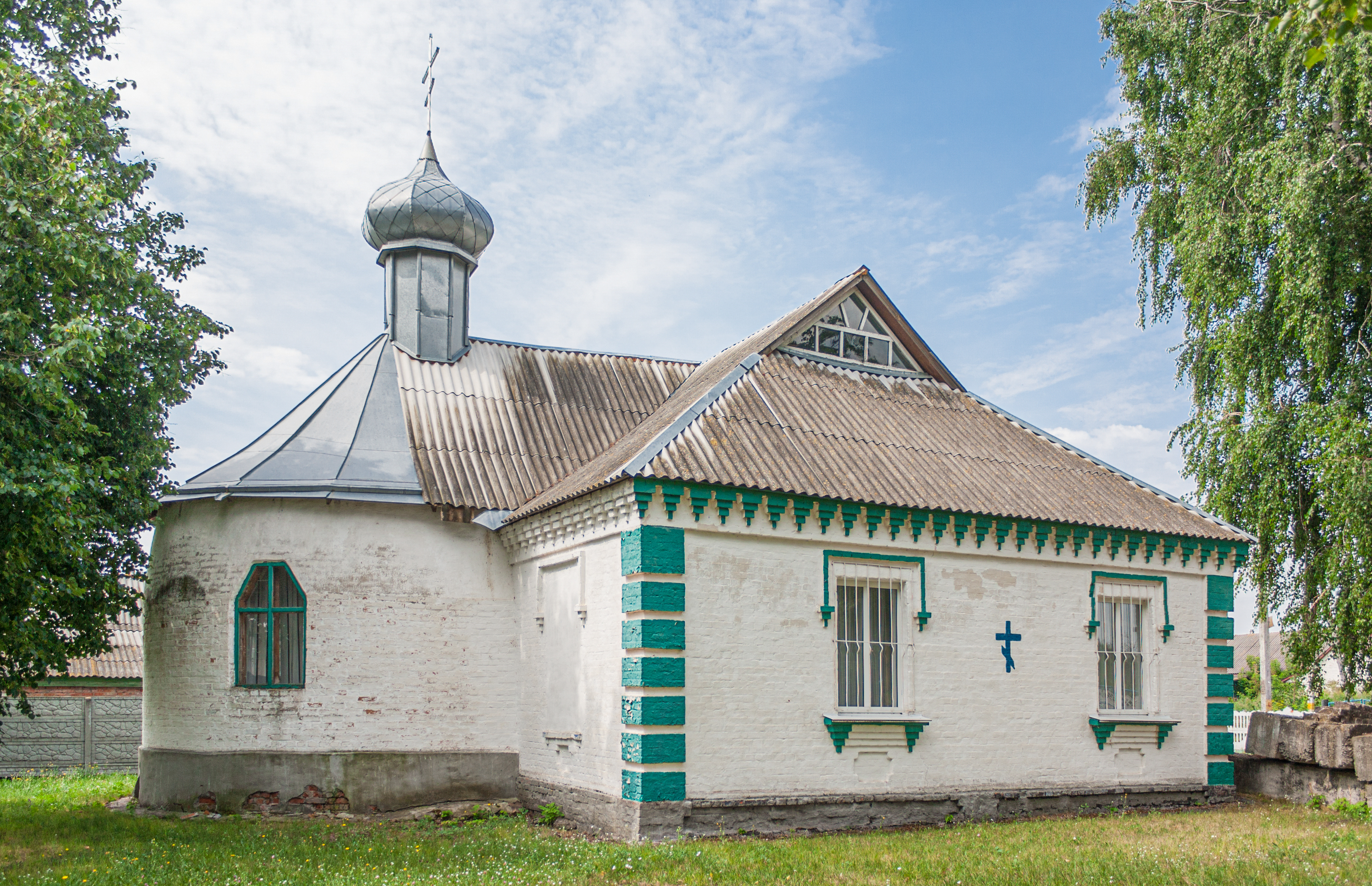
Церква
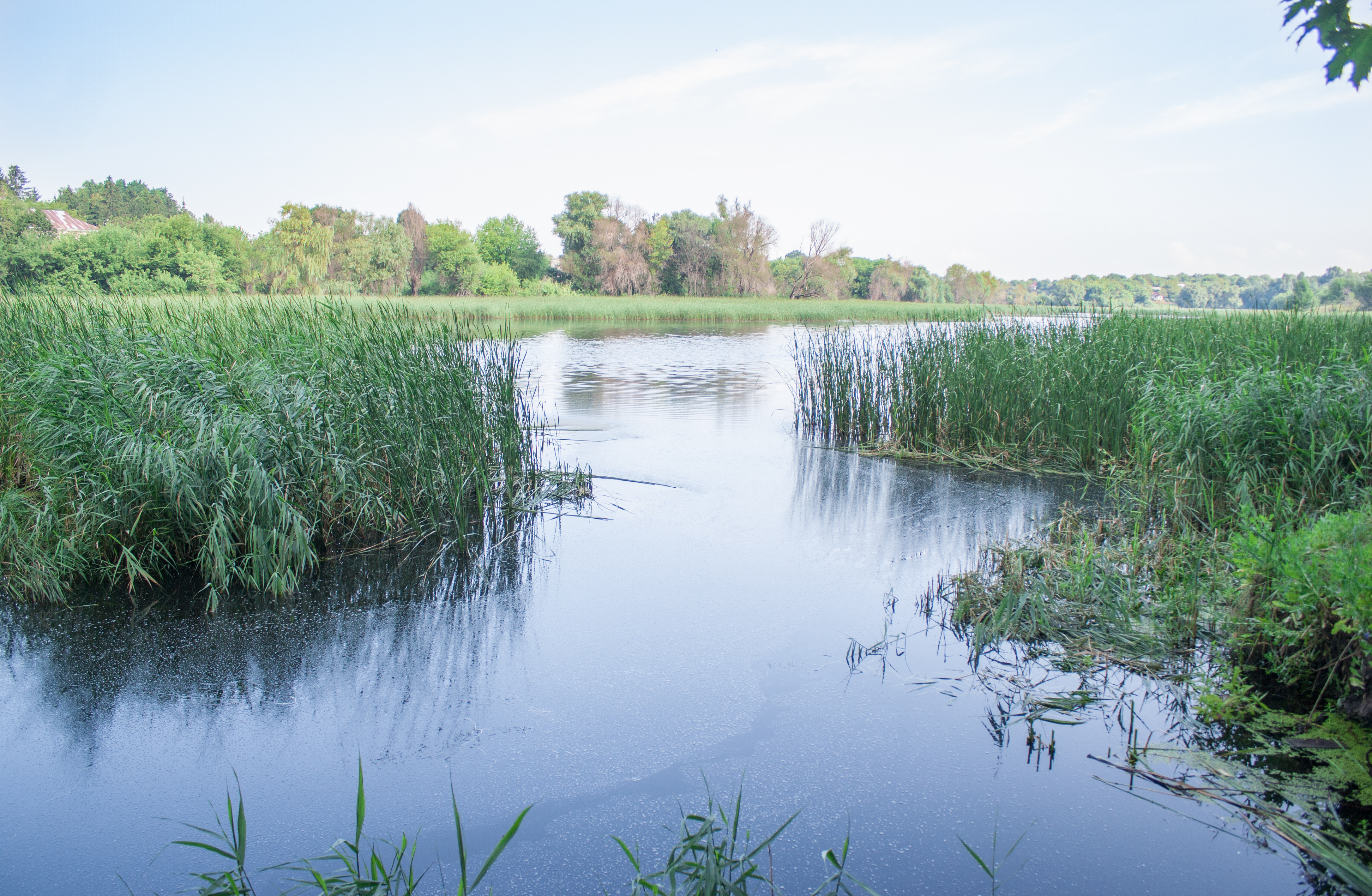
Ставок
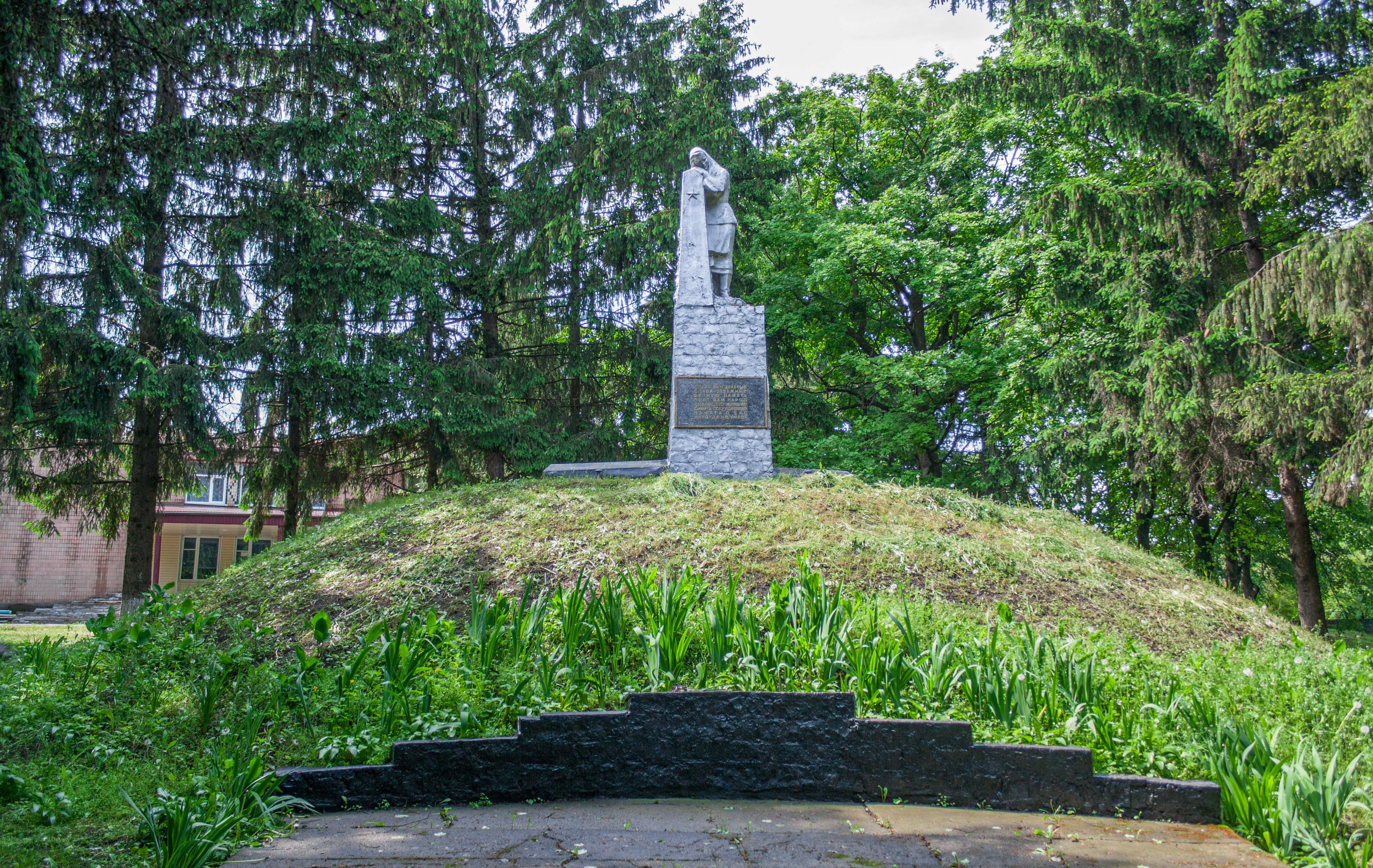
Пам’ятник воїнам-односельчанам
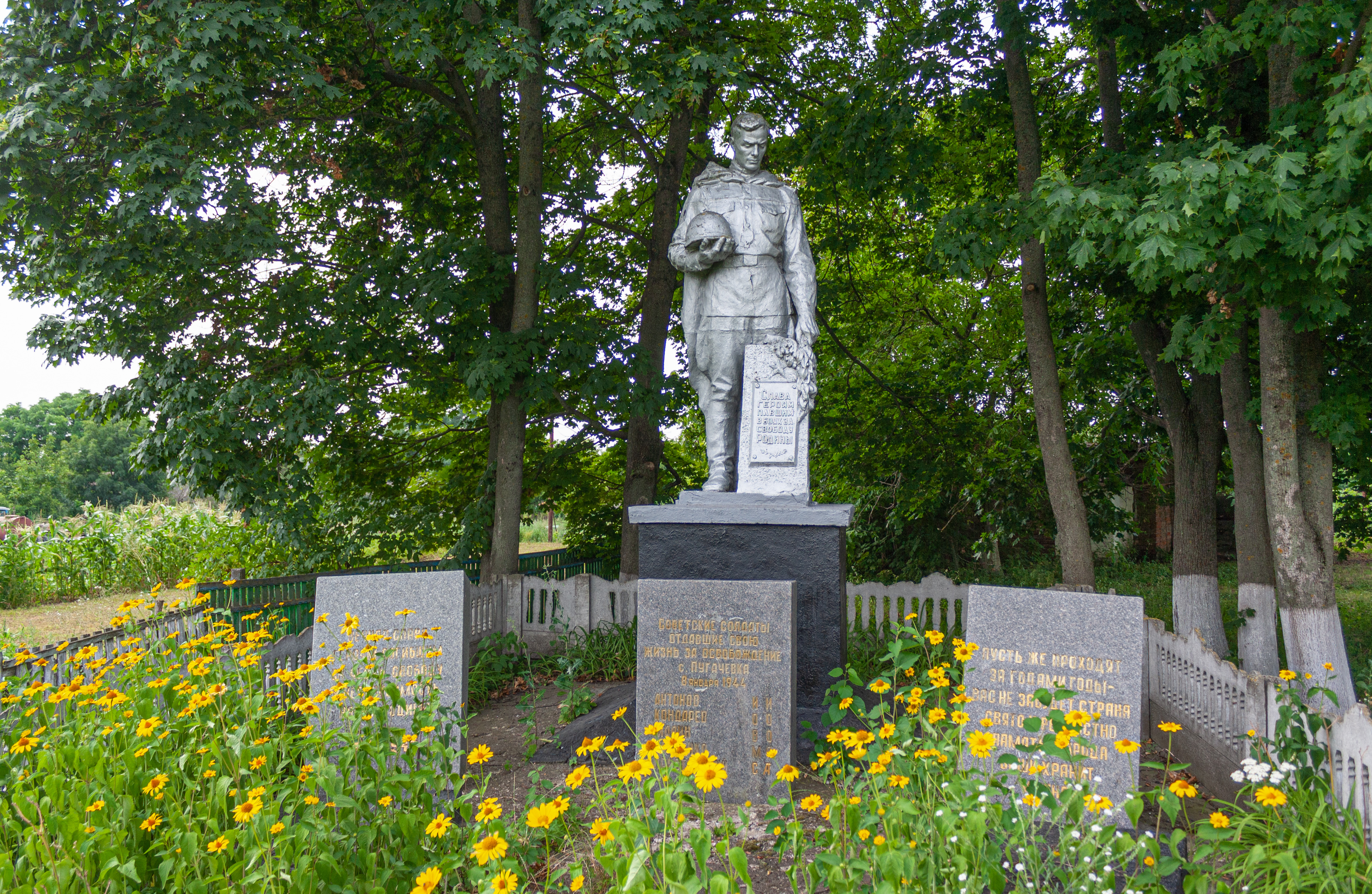
Братська могила радянських воїнів
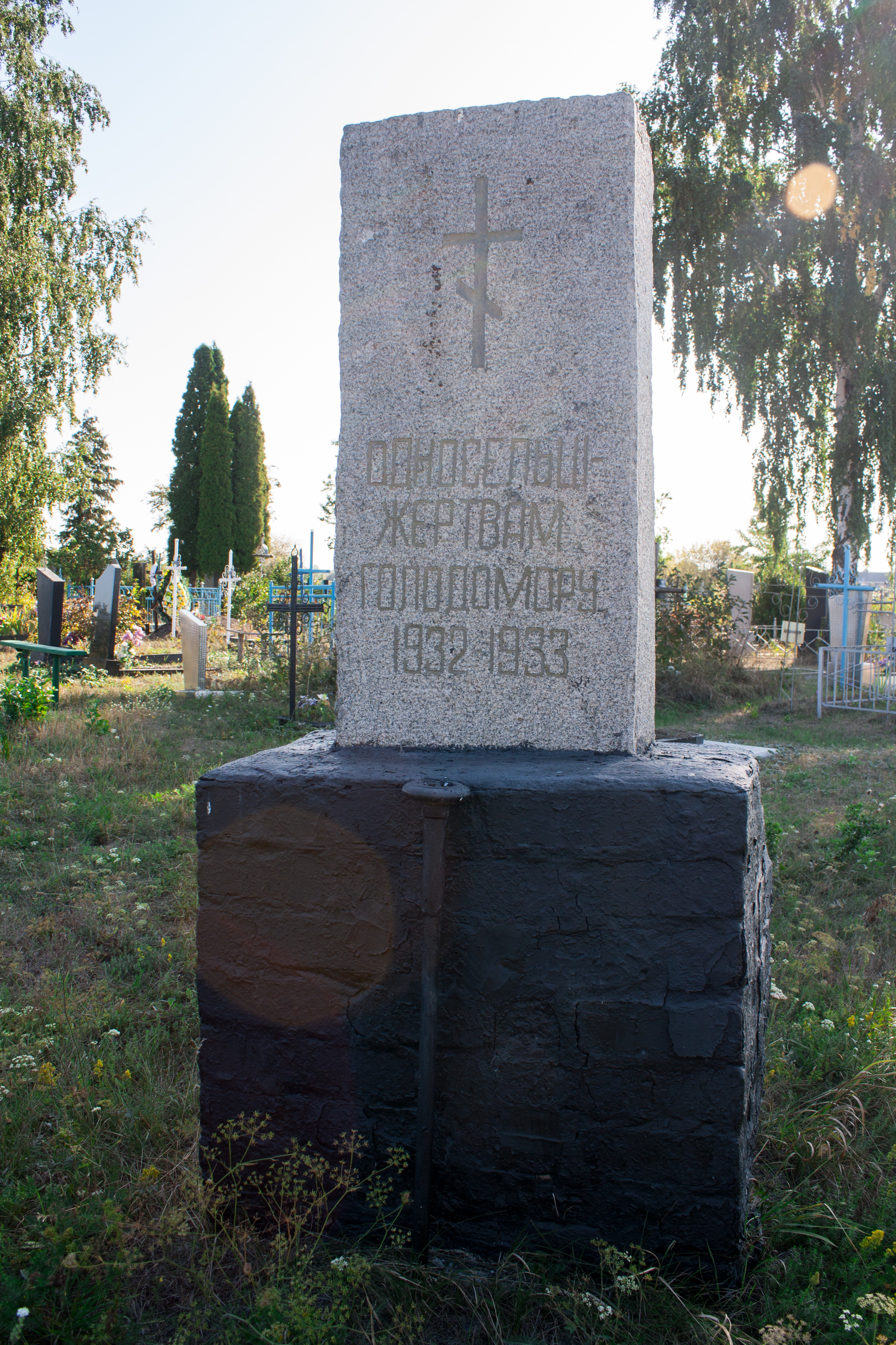
Пам'ятний знак жертвам Голодомору

## Постаті
- Дрімля Віталій Михайлович (1990—2024) — старший солдат Збройних сил України, учасник російсько-української війни.